# 泰瑞·李察遜
泰倫斯·「泰瑞」·李察遜（英語：Terrence "Terry" Richardson，1965年8月14日—）是一位美國時裝、肖像及紀錄片攝影師，以經常拍攝許多充斥著性暗示的照片著名。

## 早年
李察遜出生於美國紐約，其父為時裝攝影師鮑勃·李察遜（Bob Richardson）。他在加州洛杉磯的好萊塢及加州的奧海鎮完成了高中學業，但他對於其他青少年而言較為害羞，自認為「完全沒有社交能力」。當時他也在一個名為The Invisible Government的龐克搖滾樂團當了5年的貝斯手。他在高中時期開始接觸了攝影。

## 生涯
李察遜曾為馬克·雅各布斯、Aldo、Supreme、湯姆·福特及伊夫聖洛朗等許多知名品牌及設計師攝影。他亦曾擔任過如《滾石》、《GQ》、《時尚》、《浮華世界》、《i-D》及《Vice》等雜誌的社論作家。
李察遜也為Diesel製作幾個廣告，如「Global Warming Ready」即曾在2007年坎城國際創意節上獲得「Silver Lion for Print」獎項。他還為Diesel的創辦人倫佐·羅索製作了一些私人的肖像照。2007年，李察遜曾替時任聯邦參議員的巴拉克·歐巴馬拍照，而歐巴馬在隔年的總統選舉當選為美國總統。2010年，李察遜獲邀擔任該年倍耐力年曆的攝影師。2011年9月，李察遜與羅索與卡琳·洛菲德在法國巴黎共同發行一本合作書刊。
2012年2月24日至3月31日，李察遜在洛杉磯的OHWOW藝廊舉行了他的第一次個展「TERRYWOOD」。同年12月，女神卡卡宣佈將與李察遜合作推出關於她的一生的紀錄片。

## 風格
李察遜的作品經常都是相同的風格。他特別喜歡用傳統的拍攝手法拍攝知名人物的平凡面，甚至還使用到了即影即有相機以拍攝。他亦常從「性」方面找尋靈感，如在他的書《Kibosh》及《Terryworld》中，即包含了許多正面裸體像及性暗示。最初，他的作品多是使用白色背景布幕，後來才開始使用其他的背景。他還常與他的作品的模特兒一起拍照，有時甚至會與他們交換他的招牌眼鏡讓他們「假裝在扮演他」，有時他也會自己扮演他的模特兒。

## 爭議
李察遜因拍攝許多與性相關的照片而具爭議性，在他拍攝相片期間常充斥著與性相關的氛圍，在拍他本人的時候特別明顯。
他曾多次被控對年輕模特兒性剝削。2010年3月，他被丹麥模特兒及攝影師麗·拉絲姆森控告，指控他在《Terryworld》中使用的圖片中，他與年輕的半裸女孩站在一起拍照並描繪性行為的樣子，明顯剝削女性。拉絲姆森說：「他對那些年輕的女孩，要求她們脫下衣服讓他拍照，他應該感到羞恥。她們不敢說不是因為這是她們的公司交給她們的任務。她們因為太年輕了，所以沒有能力自己站起來，非常需要她們的公司幫助。」另一位模特兒Jamie Peck也說：「在這些要我脫衣拍照的攝影師中，李察遜是唯一讓我覺得我需要洗兩次澡的人。」
在李察遜受到這些指控後，一個女權網站Jezebel.com即呼籲其他模特兒公開她們與李察遜的合作經驗。一位模特兒取向的部落客Jenna Sauers即表示她收到了許多匿名的回應指控李察遜的行為並說：「我曾聽許多模特兒都說他在做一樣的事情。等妳脫下衣服後，他會碰妳並更進一步下去。但妳全被他的助理圍繞著，妳什麼都不能做。」
對於這些指控，李察遜回應說：「我只想花點時間說，我真的受到這些近期對於我的不實指控不少傷害。我真的覺得每天都跟這麼多非凡的人一起工作很幸運。事實上我都對這些將要被我拍攝的人以非常周到及恭敬的態度對待，在我的眼中我與被我拍攝的人都有良好的合作關係。」
亦有模特兒為李察遜辯護。努特·西雅表示他從來不會讓那些與他一起工作的人感到壓力或不舒服。設計師馬克·雅各布斯也說，這個行業中的確是有許多這樣的事情，不過李察遜並不是這樣的人。

## 個人生活
李察遜曾與模特兒Nikki Uberti結婚，在2003年離婚後與模特兒莎琳·夏露交往。

## 音樂影片
李察遜曾為幾個樂團及音樂家製作音樂影片，如Young Love樂團於2007年推出的歌曲《Find a New Way》及破壞狂樂團的於2011年推出的歌曲《Purple》的音樂影片。他也在30秒上火星的歌曲《Hurricane》的影片中12分42秒的地方出現。2013年8月29日，李察遜在康尼島為碧昂絲·諾利斯即將發行的音樂影片《XO》執導，他也為麥莉·希拉於同年的單曲《Wrecking Ball》製作音樂影片。

## 攝影集
- 1998年：《Hysteric Glamour》
- 1999年：《Son of Bob》
- 2000年：《Terry Richardson – Feared by Men, Desired by Women》
- 2002年：《Too Much》
- 2004年：《Terry – The Terry Richardson Purple Book》
- 2004年：《Terry Richardson》
- 2004年：《Terryworld》
- 2006年：《Kibosh》
- 2006年：《Manimal》
- 2007年：《Rio, Cidade Maravilhosa》
- 2011年：《Hong Kong》
- 2011年：《Mom & Dad》
- 2011年：《Lady Gaga x Terry Richardson》

## 外部連結
- 官方网站
- Terry Richardson's Diary （页面存档备份，存于）
- Models.com上泰瑞·李察遜的資料 （页面存档备份，存于）